# ولی (آلاباما)
ولی (به انگلیسی: Valley) شهرکی در شهرستان چمبرز ایالت آلاباما است که مساحت آن ۲۸٫۵۷ کیلومترمربع است و در سرشماری سال ۲۰۱۰ میلادی، ۹٬۵۲۴ نفر جمعیت داشته و تراکم جمعیتی آن، ۳۳۳٫۳۶ نفر در کیلومترمربع بوده است.

## نگارخانه

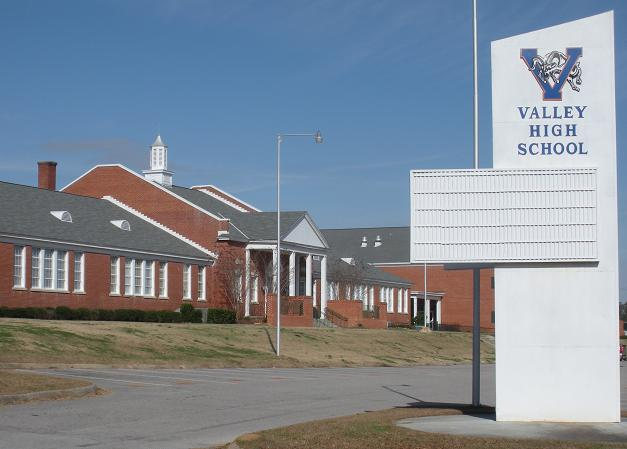
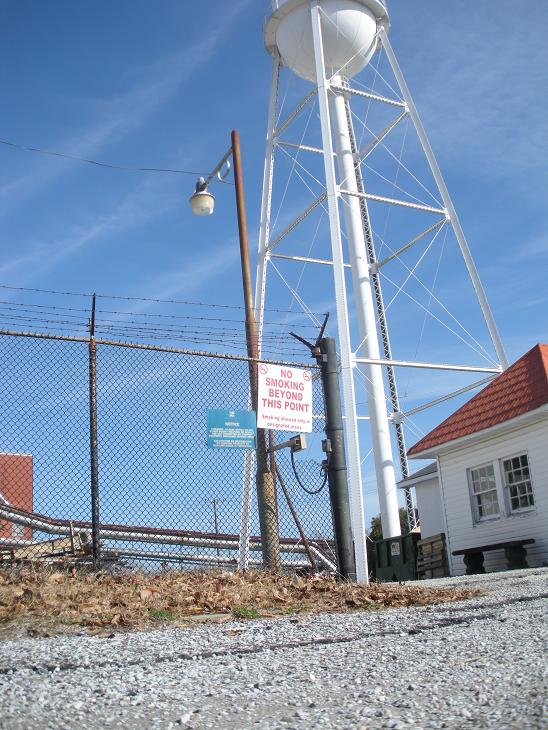
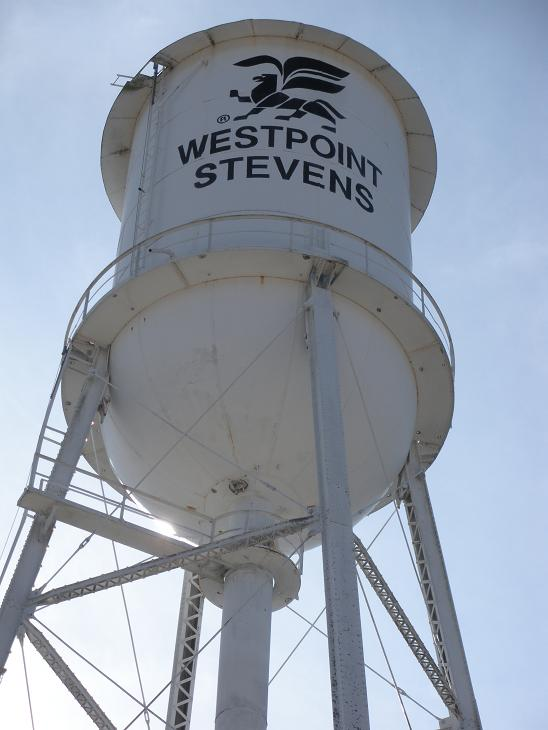